# Pollution de l'eau en Inde
Cet article traite de la pollution de l'eau en Inde.

## Définition de la pollution des eaux fluviales
La pollution de l’eau fait référence à la contamination des masses d’eau (rivières, lacs, océans et eaux souterraines) par des substances nocives ou des agents pathogènes, les rendant impropres à la consommation humaine ou nuisibles à la vie aquatique. Cette contamination peut provenir de diverses sources, notamment des rejets industriels, des intrants agricoles, des eaux usées non traitées et de la mauvaise gestion des déchets. La présence de polluants dans l’eau peut avoir de graves conséquences environnementales, sanitaires et économiques.
La pollution de l’eau est un problème environnemental majeur en Inde. Les eaux usées non traitées constituent la principale source de pollution de l’eau dans ce pays. D’autres sources de pollution comprennent le ruissellement agricole et l'activité industrielle non réglementée. La plupart des rivières, des lacs et des eaux de surface indiennes sont pollués par les activités industrielles, les eaux usées non traitées et les déchets solides,. Bien que les précipitations annuelles moyennes en Inde soient d'environ 4 000 milliards de mètres cubes, seulement 1 122 milliards de mètres cubes de ressources en eau sont disponibles pour la consommation en raison du manque d'infrastructures et de la pollution. La pollution de l’eau limite considérablement la quantité d’eau disponible pour les consommateurs indiens, les industries et l'agriculture.

## Causes de la pollution

### Eaux usées non traitées

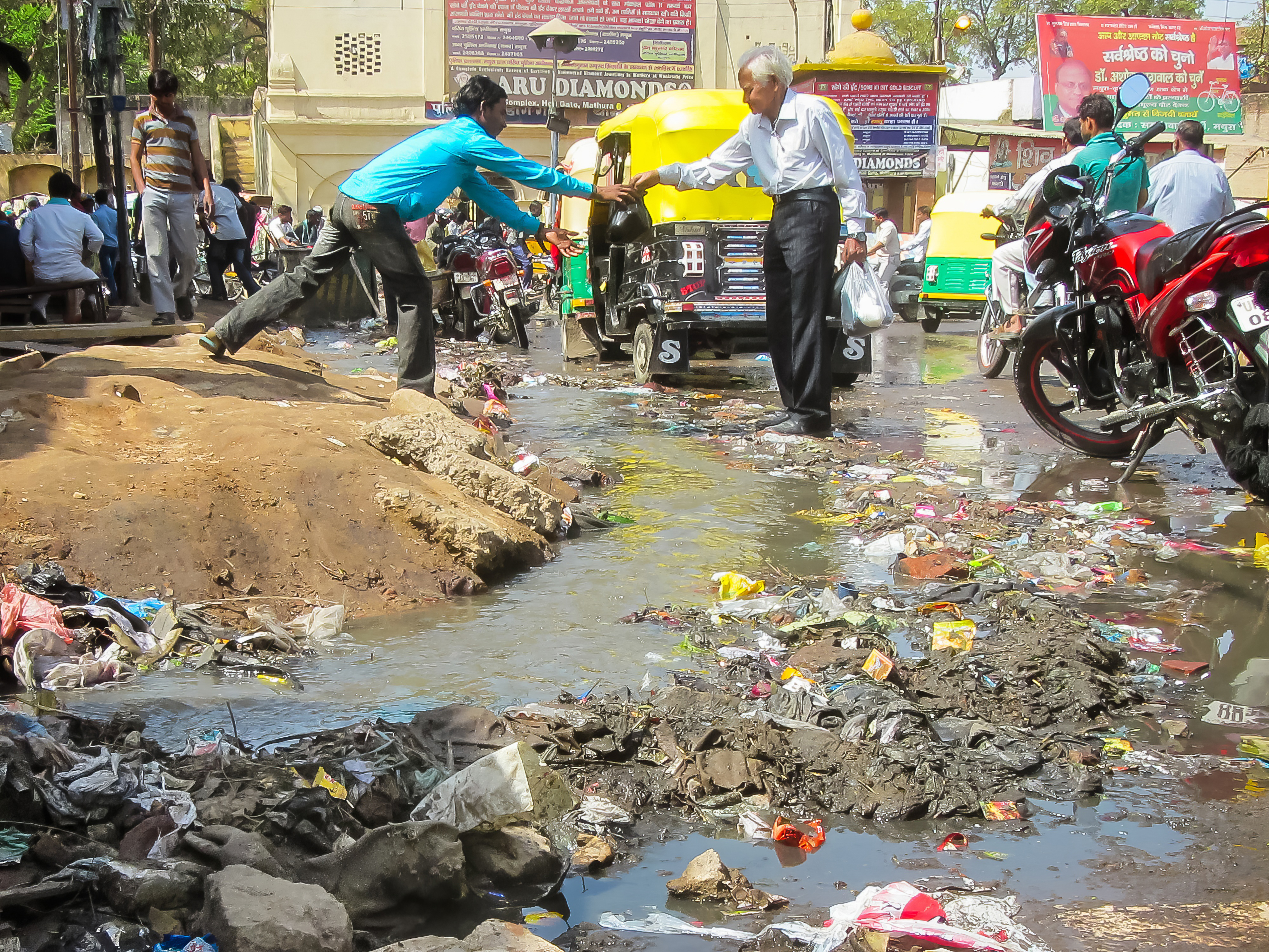
Une rue de Mathura débordant d'eaux usées et de déchets en 2011

Il existe un important décalage entre la production et le traitement des eaux usées domestiques en Inde. Le problème n’est pas seulement que l’Inde manque de capacités de traitement suffisantes, mais aussi que les stations d’épuration existantes ne fonctionnent pas correctement et ne sont pas entretenues assez.

La plupart des stations d’épuration publiques restent fermées la plupart du temps en raison d’une conception inadéquate, d’un mauvais entretien ou d’un manque d’alimentation électrique fiable. L'absentéisme des employés et un manque de compétences sont également constatés. Les eaux usées générées s’infiltrent généralement dans le sol ou s’évaporent. Les déchets non collectés s'accumulent dans les aires urbaines, provoquant de l'insalubrité et entraînant la libération de polluants qui contaminent les eaux de surface et souterraines.

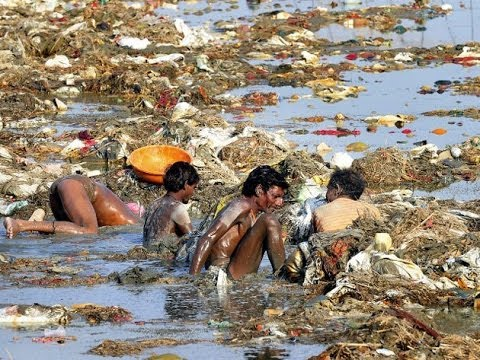

Les eaux usées rejetées par les villes et les villages sont la principale cause de pollution de l’eau en Inde. Des investissements sont nécessaires pour combler l’écart entre les eaux usées produites et la capacité de traitement journalière disponible. Les grandes villes indiennes produisent 38 354 millions de litres par jour (MLD) d'eaux usées, mais la capacité de traitement des eaux usées urbaines n'est que de 11 786 MLD. Un grand nombre de rivières indiennes sont gravement polluées en raison des eaux usées domestiques.
L’analyse scientifique des échantillons d’eau prélevés entre 1995 et 2008 indique que la contamination organique et bactérienne est importante dans les plans d’eau indiens. Ce phénomène est principalement dû au rejet d’eaux usées domestiques non traitées en provenance des centres urbains.

### Eaux usées agricoles et industrielles
Les pesticides constituent un contaminant majeur des masses d’eau dans les pays en développement. De nombreux pesticides ont été interdits à travers le monde en raison de leurs effets nocifs sur l'environnement, tels que le dichlorodiphényltrichloroéthane (DDT), l'aldrine et l'hexachlorocyclohexane (HCH), mais ils sont encore couramment utilisés comme une alternative bon marché et sont facilement disponibles en Inde. L’Inde a utilisé plus de 350 milliards de tonnes de DDT depuis 1985, même si ce pesticide a été interdit en 1989. L’introduction de produits agrochimiques comme le HCH et le DDT dans les plans d’eau peut provoquer une bioaccumulation, car ces produits chimiques se dégradent difficilement. Ils font partie des polluants organiques persistants (POP), qui sont des cancérigènes et des mutagènes potentiels. Les niveaux de POP trouvés dans plusieurs rivières indiennes sont bien supérieurs à la limite autorisée par l'OMS.
Les eaux usées de nombreuses industries indiennes sont rejetées dans les fleuves et les rivières. Entre 2016 et 2017, il est estimé qu'environ 7,17 millions de tonnes de déchets dangereux ont été produites par l'industrie. De plus, en 2016, le Central Pollution Control Board (CPCB) a signalé que 746 industries déversaient directement leurs eaux usées dans le Gange, le plus grand fleuve du pays. Ces eaux usées contiennent des métaux lourds tels que le plomb, le cadmium, le cuivre, le chrome, le zinc et l’arsenic, qui affectent négativement la vie aquatique et la santé humaine. La bioaccumulation de ces métaux peut entraîner plusieurs effets néfastes sur la santé, tels qu’une altération des fonctions cognitives, des lésions gastro-intestinales ou des lésions rénales.

### Autres problèmes
Une étude conjointe menée par PRIMER et le Punjab Pollution Control Board en 2008 a révélé que dans les villages le long du Nullah, les concentrations de fluorure, de mercure, de bêta -endosulfan et de pesticides comme l'heptachlore dépassaient la limite autorisée (MPL) dans les eaux souterraines et du robinet. De plus, l’eau contenait une concentration élevée de DCO et de DBO, ainsi que des concentrations élevées d’ammoniac, de phosphate, de chlorure, de chrome, d’arsenic et de chlorpyrifos, un pesticide . Les eaux souterraines contiennent également du nickel et du sélénium, tandis que l'eau du robinet présente une forte concentration de plomb, de nickel et de cadmium.
Les inondations survenant pendant les périodes de moussons aggravent le problème de pollution de l'eau dans le pays. En effet, elles entraînent et déplacent des déchets solides et des sols contaminés vers les rivières et les zones humides.

## Qualité des ressources en eau

### Suivi de la qualité
Le Conseil central de contrôle de la pollution, une entité du ministère de l'Environnement et des Forêts du gouvernement indien, a établi un réseau national de surveillance de la qualité de l'eau comprenant 1 429 stations de surveillance dans 28 États et 6 dans les Territoires de l'Union sur divers fleuves et plans d'eau à travers le pays. Le réseau couvre 293 rivières, 94 lacs, 9 réservoirs, 41 étangs, 8 ruisseaux, 23 canaux, 18 drains et 411 puits répartis dans toute l'Inde. Cette surveillance est effectuée tout au long de l’année. Les échantillons prélevés sont régulièrement analysés pour 28 paramètres, notamment le taux d'oxygène dissous, les paramètres bactériologiques et d’autres paramètres internationalement établis pour évaluer la qualité de l’eau. De plus, 9 paramètres analysent les traces de métaux et 28 les résidus de pesticides. La biosurveillance est également réalisée sur des sites spécifiques.

### Matière organique
En 2010, la surveillance de la qualité de l'eau a révélé que presque toutes les rivières présentaient des niveaux élevés de DBO (une mesure de la pollution par la matière organique). Les pollutions les plus graves, par ordre décroissant, ont été constatées dans la rivière Markanda (490 mg/L de DBO), suivie par la rivière Kali (364), la rivière Amlakhadi (353), le canal Yamuna (247), la rivière Yamuna à Delhi (70) et la rivière Betwa (58). Pour préciser le contexte, un échantillon avec une DBO5 comprise entre 1 et 2 mg O2/L indique une eau de très bonne qualité, entre 3 et 8 mg O2/L une eau de qualité moyenne, entre 8 et 20 mg O2/L une eau limite et plus de 20 mg O2/L indique une eau de qualité médiocre.
Les niveaux de DBO sont élevés à proximité des villes et des grandes agglomérations. Dans les régions rurales de l’Inde, les niveaux de DBO des rivières étaient suffisants pour soutenir la vie aquatique,.

### Niveaux de coliformes
Les rivières Yamuna, Gange, Gomti, Ghaghara, Chambal, Mahi, Vardha et Godavari figurent parmi les plus polluées en Inde en termes de coliformes. Les coliformes doivent être inférieurs à 104 UFC/100 mL, de préférence absents de l'eau pour qu'elle soit considérée comme sûre pour la consommation humaine et pour l'irrigation. En effet, les coliformes peuvent provoquer des épidémies à partir de l'eau contaminée utilisée pour l'agriculture,.
En 2006, 47 % des contrôles de la qualité de l’eau ont révélé la présence de coliformes à des concentrations supérieures à 500 UFC/100 mL. En 2008, 33 % de toutes les stations de surveillance ont enregistré des niveaux de coliformes totaux dépassant cette dernière valeur. Ce qui suggère que les efforts récents visant à construire des infrastructures de contrôle de la pollution et à moderniser les usines de traitement pourraient inverser la tendance à long terme en matière de pollution de l'eau en Inde.
Le traitement des eaux usées domestiques et l’utilisation ultérieure des eaux usées traitées pour l’irrigation permettent de prévenir la pollution des masses d’eau, de réduire la demande en eau douce dans le secteur de l’irrigation et devenir une ressource pour l’irrigation. Depuis 2005, le marché indien des stations d’épuration des eaux usées connaît une croissance annuelle de 10 à 12 %. Les États-Unis sont le plus grand fournisseur d’équipements et de fournitures de traitement du pays, avec 40 % de part de marché pour les nouvelles installations. À ce rythme d’expansion, et en supposant que le gouvernement indien continue de mettre en œuvre ces réformes, en investissant massivement dans les usines de traitement des eaux usées et en développant les infrastructures électriques, on estime que l’Inde triplera presque sa capacité de traitement des eaux d’ici 2015.

## Effets de la pollution de l'eau en Inde
La pollution de l’eau en Inde a plusieurs effets néfastes sur l’environnement et la santé publique. Certains de ces effets incluent :
1. Impacts sur la santé : L’eau contaminée est une cause importante de maladies d’origine hydrique telles que le choléra, la typhoïde et l’hépatite. Ces maladies entraînent des affections, des hospitalisations et même des décès parmi les populations exposées à des sources d’eau polluées.
2. Dégradation de l’environnement : Les polluants comme les métaux lourds, les pesticides et les produits chimiques industriels nuisent aux écosystèmes aquatiques. Ils perturbent l’équilibre des écosystèmes, entraînant le déclin des poissons et d’autres organismes aquatiques, ainsi que la perte de biodiversité et la dégradation des habitats.
3. Contamination de l’eau potable : La contamination des eaux souterraines due aux rejets industriels et au ruissellement agricole affecte des millions de personnes qui dépendent des eaux souterraines pour boire. Des niveaux élevés de contaminants tels que l’arsenic et le fluorure ont été signalés dans de nombreuses régions de l’Inde, provoquant de graves problèmes de santé.
4. Impact sur l’agriculture : Le ruissellement agricole contenant des pesticides et des engrais contamine les sources d’eau et affecte la fertilité des sols. Cela entraîne une réduction des rendements des cultures, ce qui a un impact sur la sécurité alimentaire.
5. Coûts économiques : L’impact économique de la pollution de l’eau en Inde comprend les coûts associés aux soins de santé, la perte de moyens de subsistance (en particulier pour les communautés de pêcheurs) et les dépenses liées au traitement et à la purification de l’eau[16].

## Solutions
La protection de la ressource en eau en Inde s’accélère. La politique de restauration du Gange menée par le gouvernement de l'Union et le nettoyage de la Yamuna sont quelques-unes des mesures initiées. Les efforts du Chennai River Restoration Trust pour nettoyer les rivières Cooum et Adyar à Chennai et l'implication de la société civile, avec des organisations comme la Environmentalist Foundation of India (EFI), pour nettoyer les lacs et les étangs du pays sont considérés comme une avancée significative vers la conservation de l'eau.

### Traitement des eaux usées

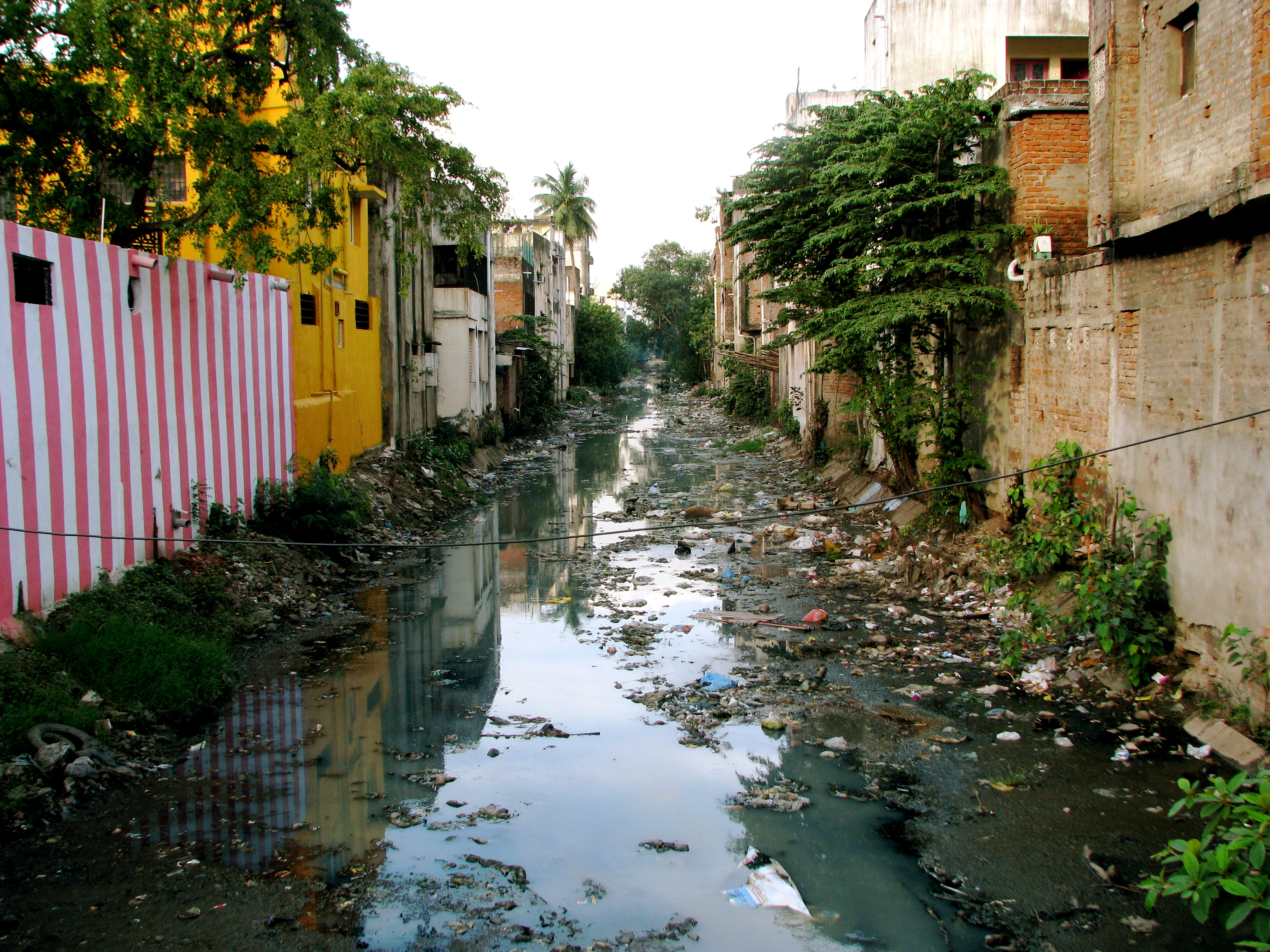
Un canal pollué dans un quartier en Inde.

Il existe un écart énorme entre les eaux usées produites en Inde et la capacité de traitement de celles-ci. Le gouvernement central a largement laissé aux gouvernements des États le soin de gérer le traitement des eaux usées, ce qui a entraîné d'importantes disparités dans la gestion des eaux usées entre les différents États. Cependant, environ 815 stations d’épuration des eaux usées sont en cours de développement ou ont été planifiées au cours des six dernières années. Ainsi, le pourcentage d’eaux usées urbaines traitées est passé de 37 % en 2015 à 50 % en 2021. Des efforts ont également été déployés pour encourager la réutilisation ou le recyclage des eaux usées traitées à des fins agricoles ou industrielles, ce qui permet de réduire la pression sur les ressources en eaux souterraines.
D’autres technologies de traitement des eaux usées domestiques ont également été explorées. Les zones humides naturelles, peuvent être utilisées complémentairement ou alternativement aux statons d'épuration, afin d'éliminer 76 à 78 % des déchets organiques, 77 à 97 % des nutriments et 99,5 à 99,9 % des microbes des eaux usées. Les systèmes décentralisés de traitement des eaux usées (DEWATS) ont été adoptés dans certaines régions de l’Inde. Ils se sont également révélés être une alternative économiquement viable aux STEP, étant donné que leur coût d’installation et d’entretien. La qualité des effluents rejetés par les stations s'est avérée être dans les limites autorisées par le CPCB.

### Traitement des eaux usées industrielles
Les eaux usées industrielles sont très peu réglementées en Inde. Cependant, plusieurs initiatives ont été prises par le gouvernement pour prévenir la pollution des ressources en eau. Le zéro rejet liquide est un procédé de traitement des eaux visant à éliminer les déchets liquides des industries qui rejettent des eaux usées très polluées, comme dans le secteur des engrais et les distilleries. Ce procédé a été encouragé par le gouvernement et est depuis mis en œuvre dans certaines grandes usines industrielles comme Unilever et P&G, mais les coûts d'installation et l'incapacité à traiter de grandes quantités de solides dissous dans les eaux usées constituent un obstacle majeur pour les industriels qui souhaitent adopter cette technologie.

## Rivières

### Le Gange

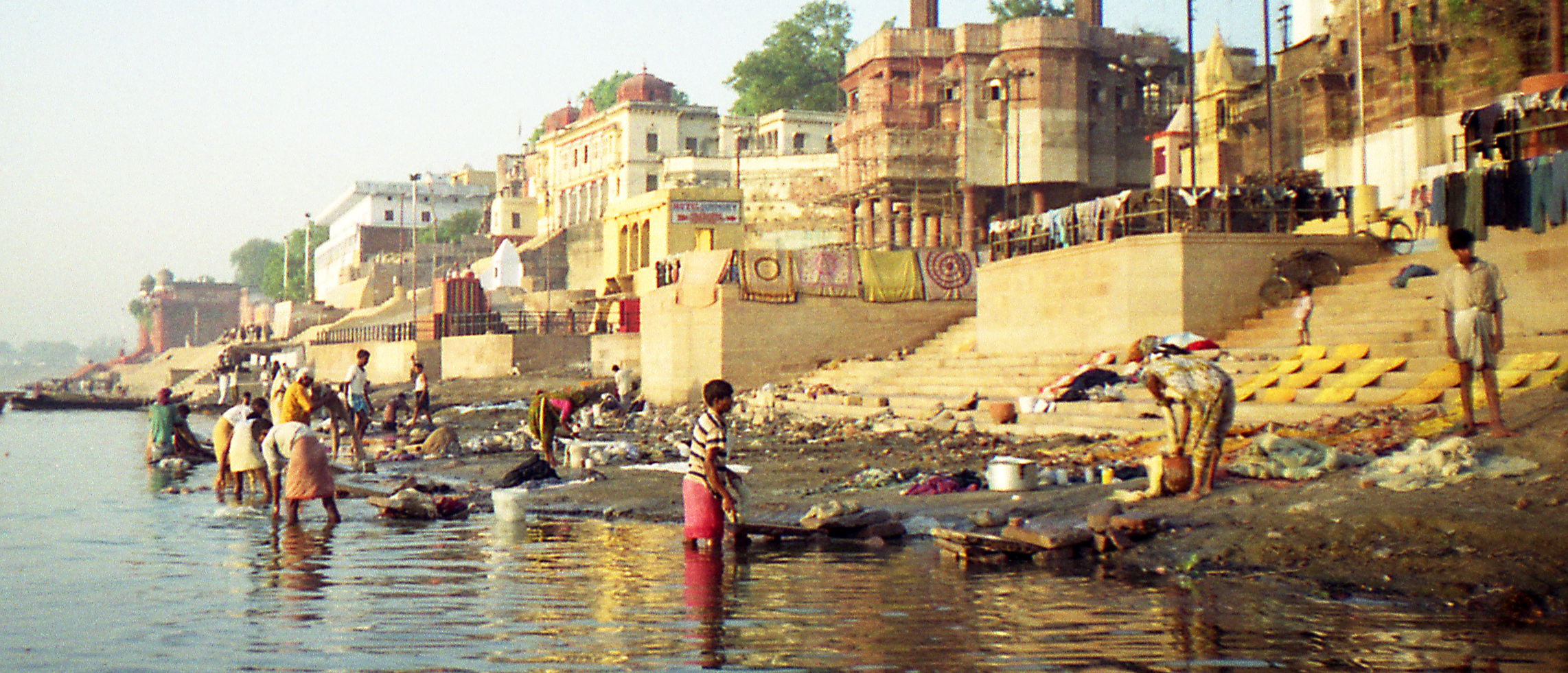
Les ghats du Gange sont particulièrement pollués.

Plus de 500 millions de personnes vivent le long du fleuve Gange. On estime que près de 2 millions de personnes se baignent rituellement chaque jour dans la rivière, considérée comme sacrée par les hindous. La pollution du Gange constitue un risque sanitaire majeur.
Créée par le gouvernement central de l'Inde le 20 février 2009, en vertu de l'article 3(3) de la loi sur la protection de l'environnement de 1986, la National Ganga River Basin Authority (NGBA) a pour mission de protéger et de gérer le bassin du Gange. Il y est déclaré que le Gange est un « fleuve national » pour l'Inde. La présidence comprend le Premier ministre de l'Inde ainsi que les chefs du gouvernement des États traversés par le Gange.

### La Yamuna

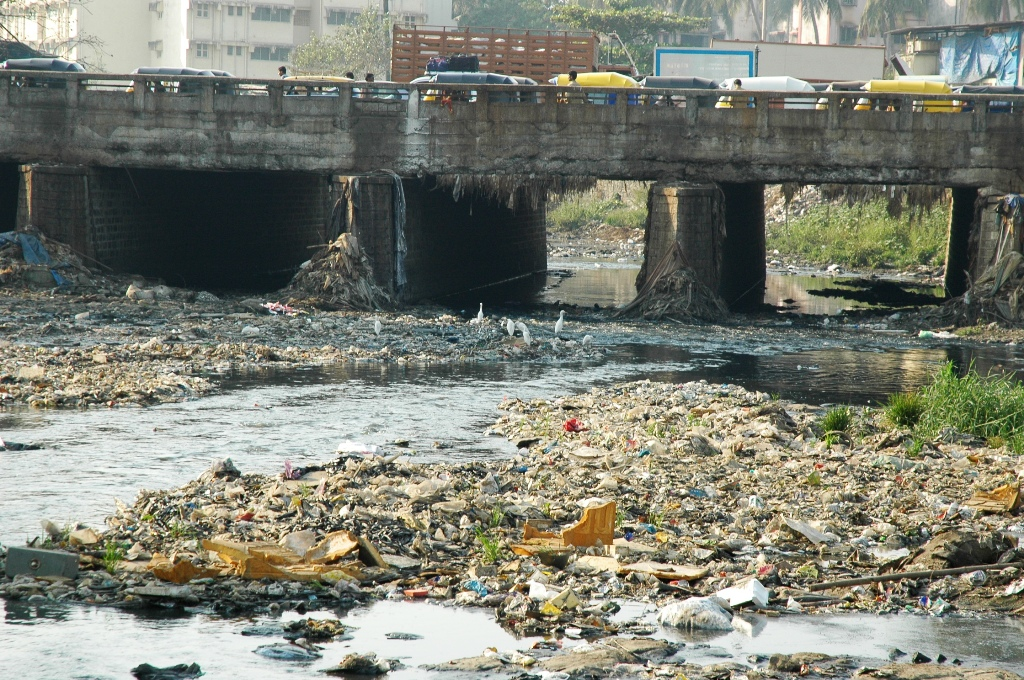
La rivière Oshiwara est gravement polluée par les déchets solides et liquides générés par Mumbai.

Selon une estimation datant de 2012, la rivière sacrée Yamuna de Delhi contenait 7 500 bactéries coliformes pour 100 centilitres d'eau. Un certain nombre d'ONG, de groupes de pression, d'éco-clubs ainsi que de mouvements citoyens se sont mobilisés pour nettoyer la rivière.
Bien que l'Inde ait révisé sa politique nationale de l'eau en 2002 pour encourager la participation communautaire et décentraliser la gestion de l'eau, la bureaucratie complexe du pays veille à ce qu'elle reste une « simple déclaration d'intention ». La responsabilité de la gestion des questions liées à l'eau est fragmentée entre une douzaine de ministères et de départements différents, sans aucune coordination. La bureaucratie gouvernementale et le département de projet géré par l'État n'ont pas réussi à résoudre le problème, bien qu'ils aient consacré de nombreuses années et 140 millions de dollars à ce projet.

### Autre
- Buddha Nullah, un ruisseau saisonnier qui traverse la région de Malwa
- La rivière Mithi, qui traverse la ville de Mumbai, est très polluée[27]
- Pollution de la rivière Mithi
- Pollution de la rivière Mula
- Rivière Musi
- Pollution de la rivière Gomti
- Pollution de la rivière Vrishabhavathi